# Kraški zidar Sežana JK
 (août 2023).
Le Kraški zidar Sežana JK est un club slovène de basket-ball basé à Sežana.

## Entraîneurs successifs
- Depuis ? : Mario Gerjevic